# 코미디빅리그 출연진 목록
아래는 《코미디빅리그》 출연진 목록이다.

## 현재 출연진
《코미디빅리그》 합류 (재합류) 순서로 작성한다.

## 2021년
- 1쿼터 신인 개그맨 오정율이 합류하였다.
- 2쿼터 김지민, 김완배, 박영재, 장도연, 한윤서, 한현민이 하차하였고, 김성원, 박성호, 박영진, 서태훈, 이세진이 합류하였다. 하지만 박성호는 2쿼터 중 하차하였다.
- 3쿼터 김시우, 서유기, 이지수가 합류하였고, 뮤지컬 배우 박수야가 합류하였다. 3쿼터 중 하준수, 안가연이 사생활 논란으로 인하여 하차하였다.
- 4쿼터 민찬기, 박수야가 하차하였고, 4쿼터 중 설명근이 음주운전 논란으로 인하여 하차하였다. 그리고 7라운드부터 현장 방청이 시작되었다. 또한  4쿼터 끝으로 김시우, 김지현, 오정율, 서유기가 하차하였다.

## 2022년
- 10주년 특집으로 강완서, 김기욱, 김영희, 남창희, 박나래, 양세형, 이수근, 장도연, 조세호가 출연하였다.
- 1쿼터 연예림, 이혜지가 합류하였고, 2라운드부터 박나래, 한윤서가 재합류하였다. 그리고 1쿼터 끝으로 최우선이 하차하였다.
- 2쿼터 끝으로 박나래, 양세찬이 하차하였고, 3쿼터 김승진, 남태령, 이승환이 합류하였고, 3쿼터 중 홍윤화가 부상으로 인하여 잠정 하차하였고, 3쿼터 마지막 라운드에 서성경, 오지택이 합류하였다. 또한 3쿼터 끝으로 이세진, 이승환이 하차하였다.
- 4쿼터 부상으로 하차하였던 홍윤화가 복귀하였다.